# Craugastor raniformis
Craugastor raniformis is een kikker uit de familie Craugastoridae.
De soort werd voor het eerst wetenschappelijk beschreven door George Albert Boulenger in 1896. Oorspronkelijk werd de wetenschappelijke naam Hylodes raniformis gebruikt en later werd de soort in het geslacht Eleutherodactylus geplaatst. De soortaanduiding raniformis betekent vrij vertaald 'kikker-achtig'.
De soort komt voor in delen van Midden-Amerika en leeft in de landen Colombia en Panama. Craugastor raniformis is een relatief grote kikker voor zijn soort met een spitse snuit. Volwassen vrouwtjes worden 52 tot 74 millimeter lang terwijl de mannetjes 27 tot 43 mm lang worden.